# Calicalicus
Calicalicus is een geslacht van zangvogels uit de familie Vangidae (vanga's).

## Soorten
Het geslacht kent de volgende soorten:
- Calicalicus madagascariensis – Roodstaartvanga
- Calicalicus rufocarpalis – Roodschoudervanga